# Zsebpénz
A Zsebpénz (eredeti cím: L'Argent de poche) egy 1976-ban bemutatott francia film. Rendezője François Truffaut. A filmet szinte teljes egészében Thiers-ben forgatták. A film nagy sikert aratott Franciaországban, több mint 1,8 millió nézőszámmal, Jelölték a Golden Globe-díjra, a legjobb idegen nyelvű film kategóriájában.

## Cselekmény
A cselekmény egy kisvárosi fiúiskola tanulóinak életére összpontosít. A szülőket a gyerekükhöz kapcsolódóan, valamint munkájuk közben is láthatjuk egy-két jelenetben. Az iskola kis mérete miatt különböző korú gyerekek járnak egy osztályba. Csak két tanár szerepel: Jean-François Richet, az alsó tagozatosok, és Chantal Petit, a felsősök nevelője. Richet tanító meglehetősen laza a diákjaival, míg Chantal Petit kissé szigorúbb.
Új gyerek, a hátrányos helyzetű Julien Leclou érkezik az iskolába. Osztálytársa, Patrick Desmouceaux mozgássérült apjával él, és rendszeresen segíti osztálytársait a házi feladat elvégzésében. Juliennek hiába próbál segíteni, őt nem érdekli az iskola.
Kiderül, hogy Julien rendszeresen lop társaitól és üzletekből is. Ugyanakkor egy nap segít barátjának jegy nélkül belógni a moziba.
Patrick szerelmes lesz a fodrász feleségébe, aki a legjobb barátja, Laurent édesanyja. Egy másik osztálytárs, Bruno ráveszi Patrickot, hogy hívjanak el lányokat a moziba. Bruno, aki nagyon magabiztos, mindkét fiatal lánnyal csókolózik, míg a visszafogottabb Patrick csak a filmre figyel. Később elhatározza, hogy rózsát visz Laurent édesanyjának, de a nő félreérti, és a fiú apjának köszöni meg.
A Julienre és Patrickra összpontosító közös cselekményszállal párhuzamosan a film számos egyéb epizódot tartalmaz, amelyek szemléltetik a gyerekek életét. Egy emlékezetes jelenetben a 2 év körüli kisfiú, Grégory a felügyelet hiánya miatt kiesik emeleti  lakásuk ablakából, de épségben marad. Egy másik családban a kis Sylvie-t azzal büntetik, hogy egyedül hagyják otthon, míg szülei az étterembe mennek. A lány egy hangszóróval kihirdeti a lakás ablakában, hogy éhes, és a lakótársak kosárban küldenek neki ételt.
Néhány nappal a nyári vakáció kezdete előtt van az orvosi vizsgálat napja az iskolában. Az orvos felfedezi, hogy Julien Leclou testét zúzódások és égési nyomok borítják. Értesítik a rendőröket, akik kimennek a fiú otthonába, züllött anyját és nagyanyját letartóztatják. Julient kiemelik a családból, és átmenetileg állami intézetbe viszik, hogy később nevelőszülőkhöz kerüljön.
Az eset sokkolja az iskola diákjait, de a tanárnőt is, aki nagyon bánja, hogy megbüntette az ellenszenves diákot anélkül, hogy megértette volna valós helyzetét. A tanító úr ezután fontos beszédet mond az iskola tanulóinak a gyermekek helyzetéről és az őket ért igazságtalanságokról. „Egy boldogtalan felnőtt újrakezdheti az életét valahol másutt, felcserélheti környezetét, elindulhat a nulláról. Egy boldogtalan gyereknek ilyesmi eszébe sem jut, ő csak érzi, hogy boldogtalan, de fájdalmának nevet sem tud adni, és ráadásul, jól tudjuk, hogy legbelül nem okolja a szüleit vagy a felnőtteket, amiért szenved. A boldogtalan gyerek mindig bűnösnek érzi magát, és ez a legszörnyűbb.” Saját nehéz gyermekkorát megemlítve arról is beszél, hogy ha szavazati joguk lenne a gyermekeknek, meghallanák a hangjukat, és nem lennének kiszolgáltatva annyira a felnőtteknek.
A nyári szünetben Patrick koedukált táborba megy Mérindolba. Megismerkedik Martine-nal, akivel kölcsönösen megtetszenek egymásnak. A társaik ezt észreveszik és megtréfálják a két gyereket.

## Szereposztás
A szinkron-szereposztások csak töredékesen, hiányosan lelhetők fel. Az 1977-es első szinkronból csak Julien (Philippe Goldmann) magyar hangja, Décsy László ismert.
| Szerep                                 | Színész                | Magyar hangja (2. szinkron) | Magyar hangja (3. szinkron) |
| -------------------------------------- | ---------------------- | --------------------------- | --------------------------- |
| Jean-François Richet, tanár            | Jean-François Stévenin | Epres Attila                | Seder Gábor                 |
| Chantal Petit, tanárnő                 | Chantal Mercier        | Spilák Klára                | Szórádi Erika               |
| Julien Leclou, tanuló                  | Philippe Goldmann      | Gacsal Ádám                 | N/A                         |
| Patrick Desmouceaux, tanuló            | Georges Desmouceaux    | N/A                         | N/A                         |
| Monsieur Desmouceaux, Patrick apja     | René Barnerias         | Koroknay Géza               | Mihályi Győző               |
| Bruno Rouillard, tanuló                | Bruno Staab            | Baráth István               | N/A                         |
| Laurent Riffle, tanuló                 | Laurent Devlaeminck    | N/A                         | N/A                         |
| Monsieur Riffle, Laurent apja, fodrász | Francis Devlaeminck    | Rába Roland                 | N/A                         |
| Grégory anyja                          | Nicole Félix           | Létay Dóra                  | Mezei Kitty                 |
| Lydie Richet                           | Virginie Thévenet      | Botos Éva                   | N/A                         |
| Nadine Riffle, fodrásznő               | Tania Torrens          | Orosz Anna                  | N/A                         |
| Iskolaigazgató                         | Marcel Berbert         | Cs. Németh Lajos            | N/A                         |
| Sylvie, tanuló                         | Sylvie Grezel          | N/A                         | N/A                         |
| Sylvie anyja                           | Katy Carayon           | Bertalan Ágnes              | Kökényessy Ági              |
| Sylvie apja, rendőrfelügyelő           | Jean-Marie Carayon     | Őze Áron                    | N/A                         |
| Nővér                                  | Annie Chevaldonne      | N/A                         | N/A                         |
| Doktornő                               | Hélène Jeanbrau        | Molnár Zsuzsa               | Kocsis Judit                |
| Monsieur Lomay, rendőr                 | Michel Dissart         | N/A                         | N/A                         |
| Madame Deluca                          | Michle Heyraud         | N/A                         | N/A                         |
| Monsieur Deluca                        | Paul Heyraud           | N/A                         | N/A                         |
| Pedellus                               | Vincent Touly          | Kőszegi Ákos                | N/A                         |
| Martine, tanuló                        | Pascale Bruchon        | N/A                         | N/A                         |
| Martine apja                           | François Truffaut      | (nem szólal meg)            | (nem szólal meg)            |
| Patricia, lány a moziban               | Éva Truffaut           | N/A                         | N/A                         |
| Corinne, lány a moziban                | Corinne Boucart        | N/A                         | N/A                         |

## Érdekességek
- Cameo: François Truffaut a főcím előtt látható egy autóban ülve.
- Truffaut két lánya is játszott egy-egy kisebb szerepet a filmben.
- A Patrick apját játszó René Barnérias Thiers akkori polgármestere volt.[7]

## Fordítás
- Ez a szócikk részben vagy egészben  a   L'Argent de poche című francia Wikipédia-szócikk ezen változatának fordításán alapul.  Az eredeti cikk szerkesztőit annak laptörténete sorolja fel. Ez a jelzés csupán a megfogalmazás eredetét és a szerzői jogokat jelzi, nem szolgál a cikkben szereplő információk forrásmegjelöléseként.